# Stefan Lano
Stefan Lano nació en Boston, Estados Unidos, comenzó su carrera musical como compositor y pianista. 
En 1976, con el estreno de su Sinfonía nº 1 en el Festival de Música de Newport, se inició en el género sinfónico como compositor y director. Tras su graduación en Harvard y la obtención de una beca Fulbright para estudiar en Alemania, Lorin Maazel le convocó para entrar en el elenco de la Ópera de Viena. En 1988, fue nombrado director asociado de la Orquesta Sinfónica de Pittsburgh, donde trabajó en el área sinfónica y en la operística. 
Ha trabajado a menudo en Europa, donde recientemente ha dirigido Turandot de Puccini, en Hamburgo; Jakob Lenz y Die Eroberung von Mexiko de Wolfgang Rihm, en Bonn y Núremberg respectivamente, el estreno de Rashomon de Mayako Kubo, en Graz, Le nozze di Figaro de Mozart, en Basilea y Múnich y las aclamadas producciones de The Rake's Progress de Stravinsky, Elektra de Strauss y Jenufa de Janácek, en Basilea. Paralelamente, ha dirigido orquestas como la Sinfónica de Pittsburgh, la Sinfónica Yomiuri de Japón, la Sinfónica de Basilea, la Orquesta de la Ciudad de Oulu (Finlandia), la Filarmónica y Sinfónica de Núremberg y la Orquesta del Teatro Municipal de Río de Janeiro. Fue invitado a abrir la temporada 1993 del Teatro Colón de Buenos Aires y volvió a presentarse en esta ciudad para dirigir Wozzeck, El castillo de Barba Azul, El amor de las tres naranjas, La ciudad muerta y Salomé. Ha dirigido en el Festival de Salzburgo y en los teatros de la Scala de Milán, Liceo de Barcelona y Ópera de Cincinnati. Lano continúa con su labor compositiva: ha completado recientemente su Sinfonía n.º 3 y entre sus obras de cámara destaca Eikasia Variations para quinteto de metales, que ha sido grabada por miembros de la Filarmónica de Viena. 
En 2021, es el director de la Orquesta sinfónica del SODRE, en Montevideo